# Intoxication au formol
L’intoxication au formol est reconnue, en France, comme maladie professionnelle sous certaines conditions.
Ce sujet relève du domaine de la législation sur la protection sociale et a un caractère davantage juridique que médical.

## Législation enFrance

### Régime général
| Fiche Maladie professionnelle | Fiche Maladie professionnelle | Fiche Maladie professionnelle |
| Ce tableau définit les critères à prendre en compte pour qu'une affection provoquée par le formol soit prise en charge au titre de la maladie professionnelle | Ce tableau définit les critères à prendre en compte pour qu'une affection provoquée par le formol soit prise en charge au titre de la maladie professionnelle | Ce tableau définit les critères à prendre en compte pour qu'une affection provoquée par le formol soit prise en charge au titre de la maladie professionnelle |
| Régime Général. Date de création : 10 avril 1963 | Régime Général. Date de création : 10 avril 1963 | Régime Général. Date de création : 10 avril 1963 |
| Tableau N° 43 RG | Tableau N° 43 RG | Tableau N° 43 RG |
| Affections provoquées par l'aldéhyde formique et ses polymères                                                                                                | Affections provoquées par l'aldéhyde formique et ses polymères                                                                                                | Affections provoquées par l'aldéhyde formique et ses polymères                                                                                                |
| --- | --- | --- |
| Désignation des Maladies | Délai de prise en charge | Liste indicative des principaux travaux susceptibles de provoquer ces maladies                                                                                |
| Ulcérations cutanées. | 7 jours | Préparation, emploi et manipulation de l'aldéhyde formique, de ses solutions (formol) et de ses polymères, notamment :                                        |
| Lésions eczématiformes récidivant en cas de nouvelle exposition au risque ou confirmées par un test épicutané.                                                | 15 jours | Fabrication de substances chimiques à partir de l'aldéhyde formique ;                                                                                         |
| Rhinite récidivant en cas de nouvelle exposition au risque ou confirmée par test.                                                                             | 7 jours | Fabrication de matières plastiques à base de formol ; Travaux de collage exécutés avec des matières plastiques renfermant un excès de formol ;                |
| Asthme objectivé par explorations fonctionnelles respiratoires récidivant en cas de nouvelle exposition au risque ou confirmé par test.                       | 7 jours | Opérations de désinfection ; Apprétage des peaux ou des tissus.                                                                                               |
| Date de mise à jour : 11 février 2003 | | |

### Régime agricole
| Fiche Maladie professionnelle | Fiche Maladie professionnelle | Fiche Maladie professionnelle |
| Ce tableau définit les critères à prendre en compte pour qu'une affection provoquée par le formol soit prise en charge au titre de la maladie professionnelle | Ce tableau définit les critères à prendre en compte pour qu'une affection provoquée par le formol soit prise en charge au titre de la maladie professionnelle | Ce tableau définit les critères à prendre en compte pour qu'une affection provoquée par le formol soit prise en charge au titre de la maladie professionnelle |
| Régime Agricole. Date de création : 17 juin 1955 | Régime Agricole. Date de création : 17 juin 1955 | Régime Agricole. Date de création : 17 juin 1955 |
| Tableau N° 28 RA | Tableau N° 28 RA | Tableau N° 28 RA |
| Affections provoquées par l'aldéhyde formique et ses polymères                                                                                                | Affections provoquées par l'aldéhyde formique et ses polymères                                                                                                | Affections provoquées par l'aldéhyde formique et ses polymères                                                                                                |
| --- | --- | --- |
| Désignation des Maladies | Délai de prise en charge | Liste indicative des principaux travaux susceptibles de provoquer ces maladies                                                                                |
| Ulcérations cutanées. | 7 jours | Préparation, emploi et manipulation de l'aldéhyde formique, de ses solutions (formol) et de ses polymères, notamment :                                        |
| Lésions eczéma (syndrome) (cf. tableau 44). | Cf. tableau 44 | - travaux de désinfection ; |
| Rhinite, Asthme ou dyspnée asthmatiforme (cf. A tableau 45)                                                                                                   | Cf. A tableau 45 | - préparation des couches dans les champignonnières ; - traitement des peaux.                                                                                 |
| Date de mise à jour : 21 août 1993 | | |

## Sources spécifiques
- (fr) Tableau N° 43 des maladies professionnelles du régime Général
- (fr) Tableau N° 28 des maladies professionnelles du régime Agricole

## Sources générales
- (fr) Tableaux du régime Général sur le site de l’AIMT
- (fr) Tous les tableaux du régime Général
- (fr) Tous les tableaux du régime Agricole
- (fr) Guide des maladies professionnelles sur le site de l’INRS

## Autres liens
- (fr) Maladies à caractère professionnel

## Internationalisation
- (fr) Liste Européenne des maladies professionnelles
- (fr) Liste des maladies professionnelles au Sénégal
- (fr) Liste des maladies professionnelles en Tunisie